# Hypodoxa corrosa
Hypodoxa corrosa là một loài bướm đêm trong họ Geometridae.